# Clymene cirrosa
Clymene cirrosa är en ringmaskart som beskrevs av Sars 1851. Clymene cirrosa ingår i släktet Clymene och familjen Maldanidae. Inga underarter finns listade i Catalogue of Life.